# Гемерофилы

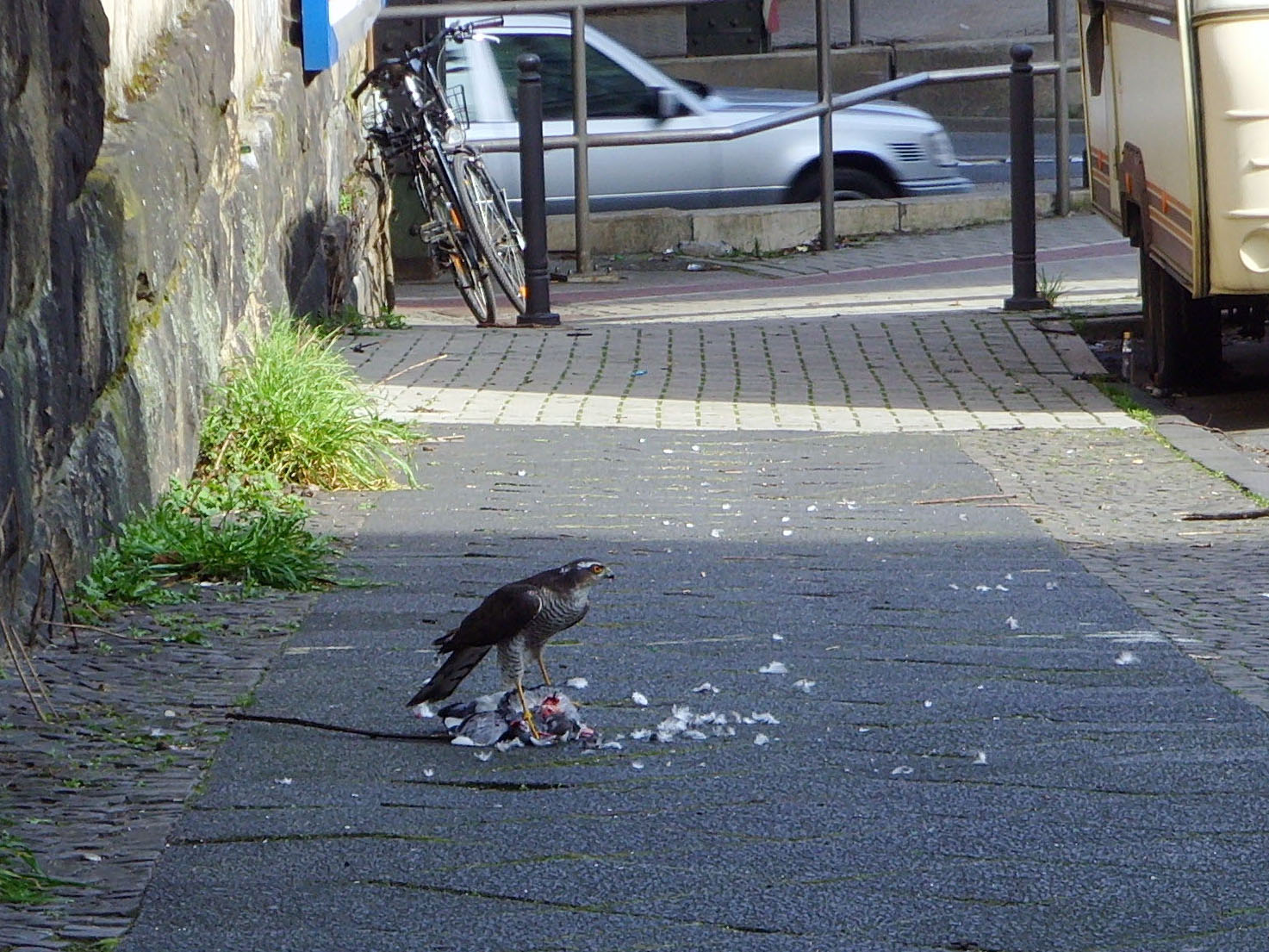
Ястреб-перепелятник, поймавший голубя на улице в г. Бохум (Германия)

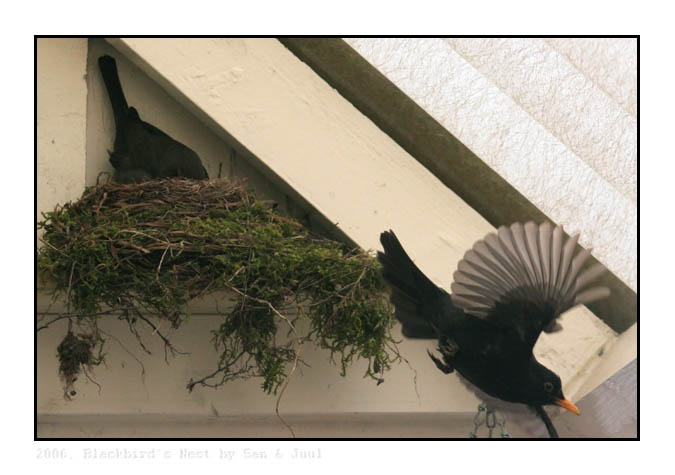
Гнездящийся под крышей дома чёрный дрозд

Гемерофи́лы (от др.-греч. ἥμερος — «прирученный, ручной, домашний» и φίλος — «друг») — животные, растения и насекомые, которые вследствие антропогенной деятельности в природной среде получили определённые преимущества и вследствие этого следуют за человеком в созданной им культурной среде обитания. Гемерофилами принято считать синантропные организмы, которые предпочитают местообитания, созданные человеком, и используют их как новые экологические ниши.
К классическим представителям гемерофилов относятся животные, получившие пользу в результате проводимой человеком ещё в средневековье сельскохозяйственной политики, заключавшейся в вырубке и выжигании лесов при создании условий для земледелия и полеводства. Это заяц-русак, обыкновенная полёвка, бабочка капустница. К гемерофилам можно причислить и находящиеся сегодня под угрозой вымирания (вследствие индустриализации сельского хозяйства) следующие виды: серая куропатка, перепел, полевой жаворонок, чибис, а также хомяк.
Типичными представителями обитателей крестьянского хозяйства являются домовая мышь, чёрная и серая крыса, деревенская ласточка, обыкновенная сипуха, обыкновенная горихвостка. В городах человека «сопровождают» городской голубь, городская ворона, чёрный стриж, галка, домовый воробей, полевой воробей, городская ласточка и обыкновенная пустельга. Насекомые и паукообразные, такие как домовый паук и пауки-сенокосцы, тараканы чёрный и рыжий, клопы, вши, чешуйницы, мокрицы, комнатная муха, домашний сверчок и муравьи — распространены в равной степени в городах и сельской местности. В тропическом климате человека сопровождают также такие гемерофилы, как турецкий полупалый геккон. К гемерофилам можно отнести и белок, живущих в городских парках.
Среди растений-гемерофилов — многие сорняки, распространившиеся в результате человеческой деятельности по всему земному шару.

## Галерея

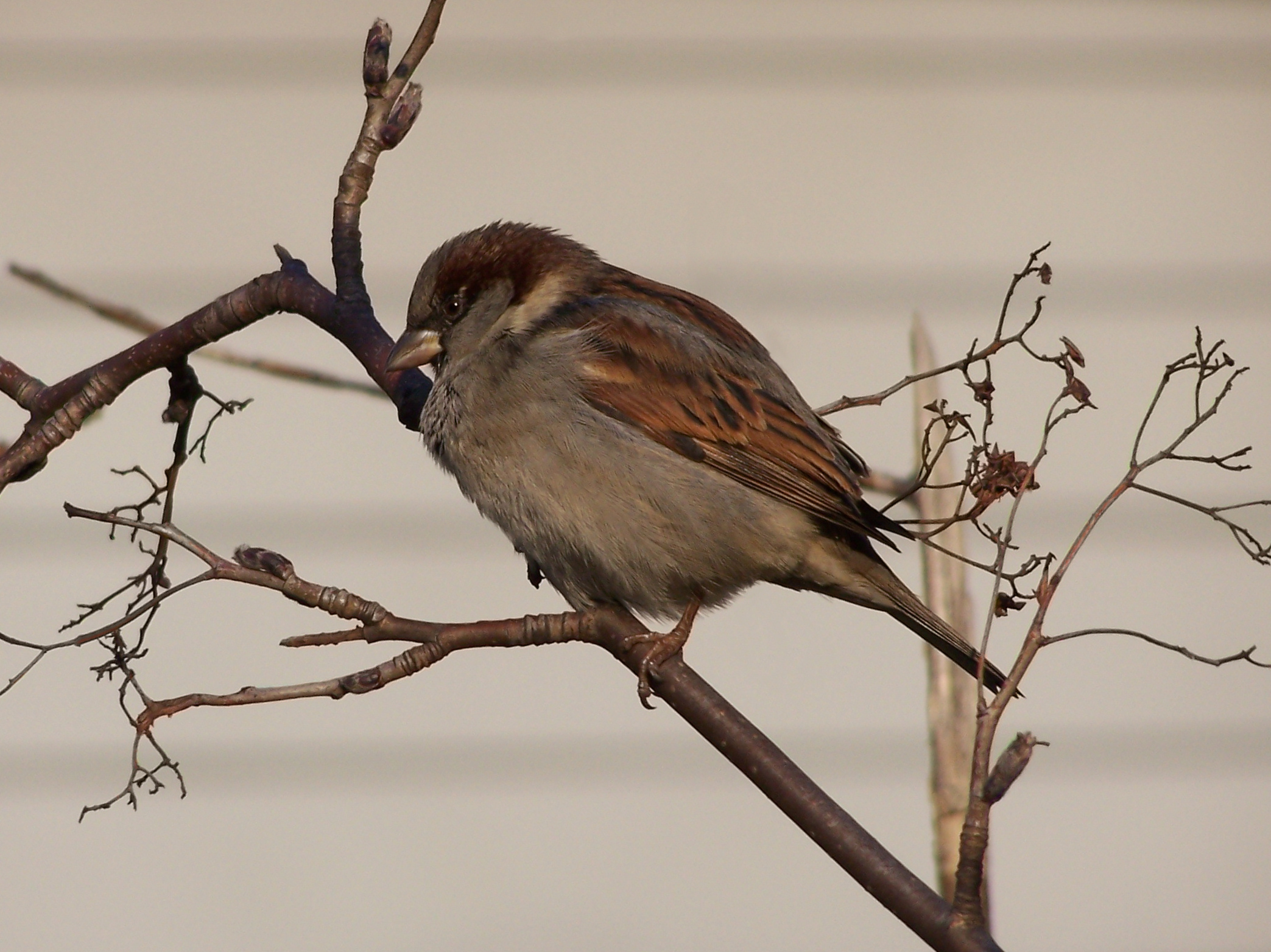
Домовый воробей
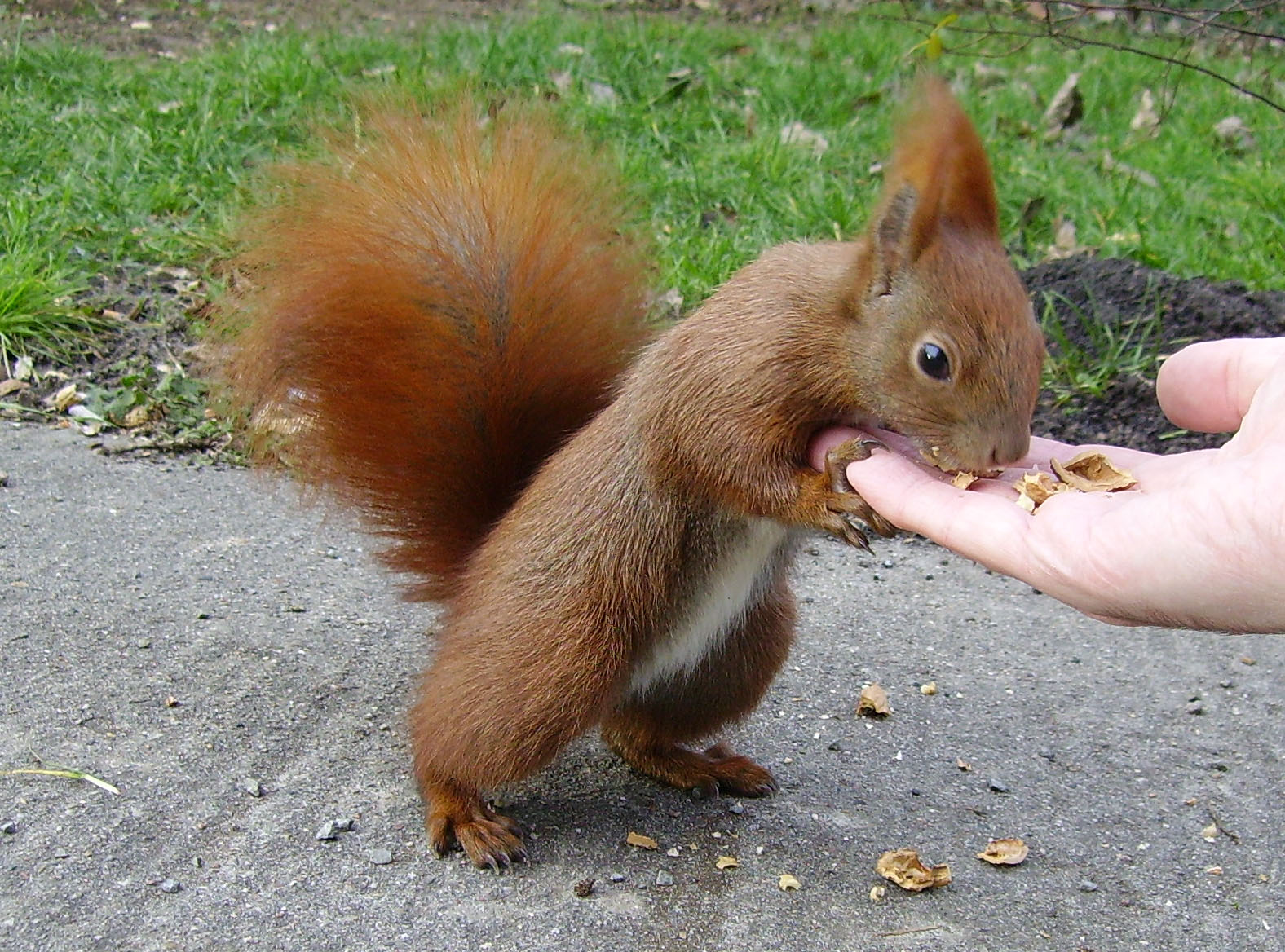
Обыкновенная белка
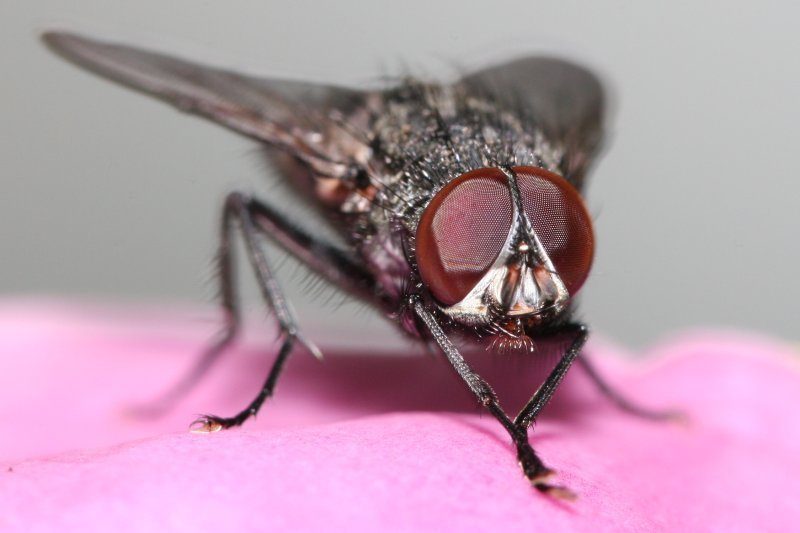
Комнатная муха
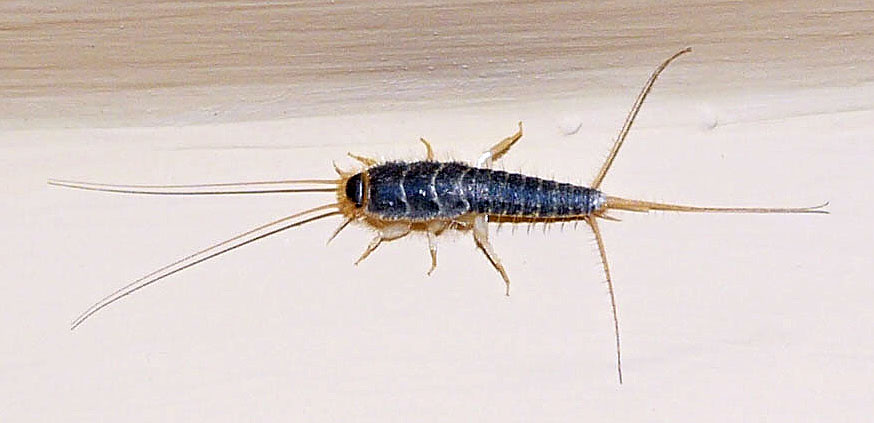
Обыкновенная чешуйница
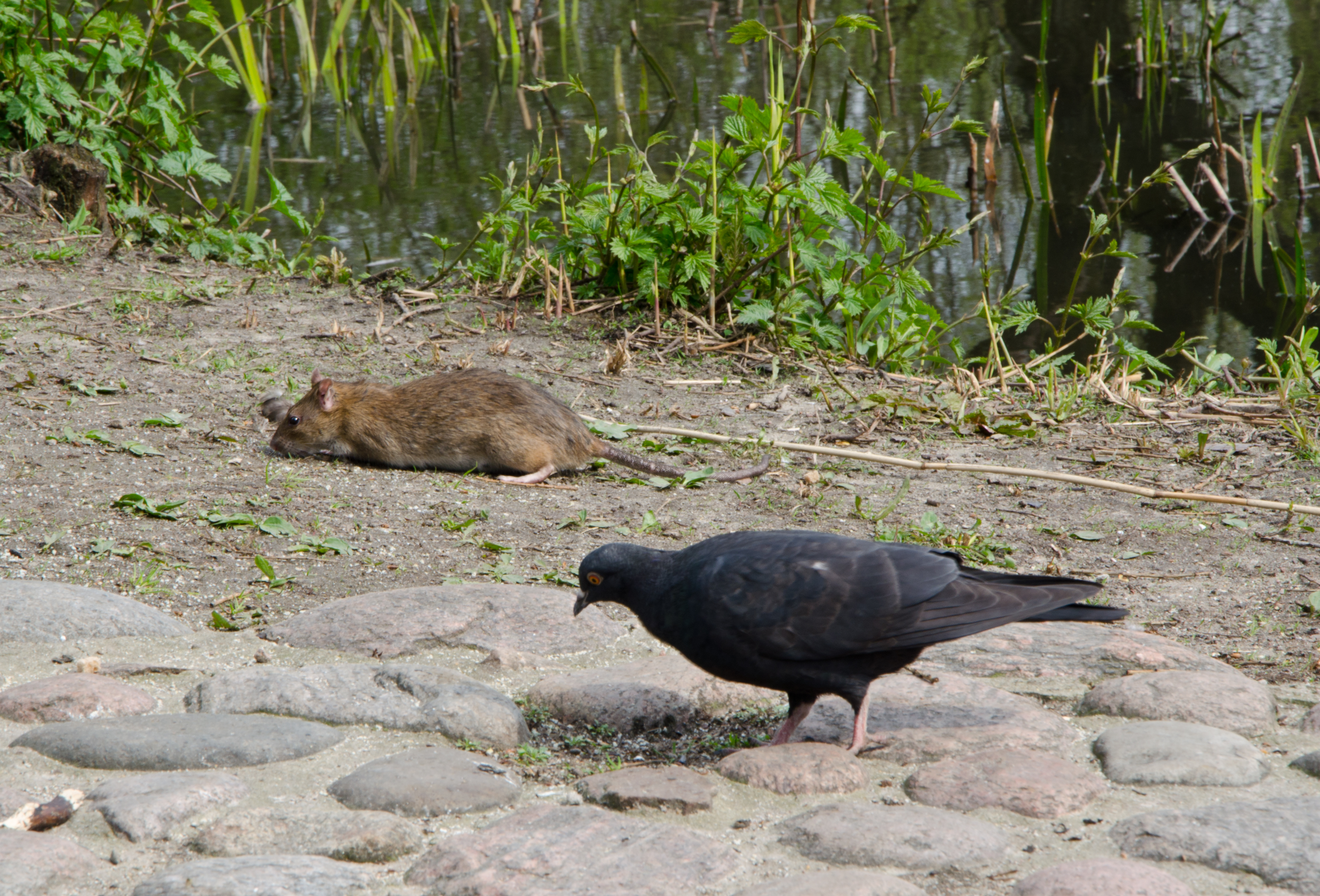
Сизый голубь и серая крыса